# 圣艾尼昂代盖
圣艾尼昂德盖（法語：Saint-Aignan-des-Gués，法語發音：[sɛ̃.t‿ɛɲɑ̃ de ɡe]）是法国卢瓦雷省的一个旧市镇，属于奥尔良区。2017年1月1日，圣艾尼昂德盖相邻的布赖昂瓦勒合并为新市镇布赖-圣艾尼昂（Bray-Saint-Aignan）。

## 地理
圣艾尼昂德盖（47°50'30"N, 2°19'12"E）面积3.84 平方千米，位于法国中央-卢瓦尔河谷大区卢瓦雷省，该省份为法国中北部省份，北起埃松省，西北接厄尔-卢瓦省，西南接卢瓦-谢尔省，南至涅夫勒省和谢尔省，东临约讷省，东北接塞纳-马恩省。
与圣艾尼昂德盖接壤的市镇（或旧市镇、城区）包括：布济拉福雷、布赖昂瓦勒、卢瓦尔河畔圣伯努瓦、圣马丹达巴。
圣艾尼昂德盖的时区为UTC+01:00、UTC+02:00（夏令时）。

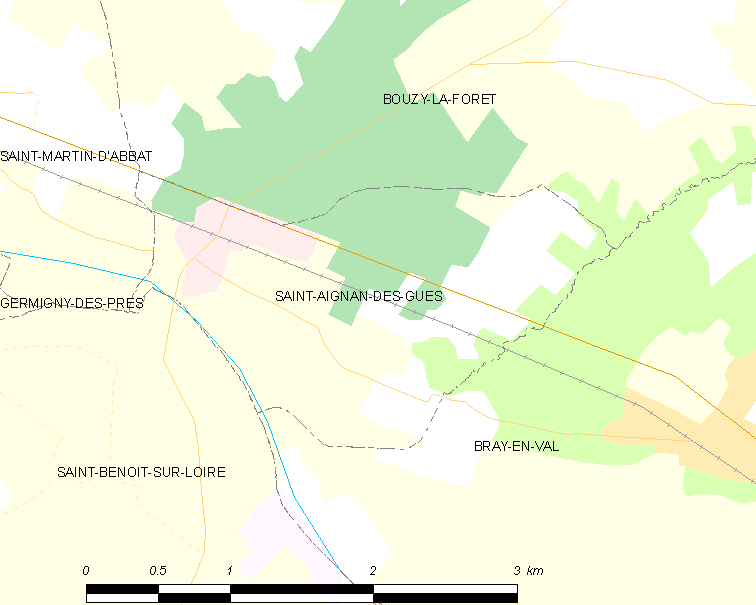
圣艾尼昂德盖的OSM定位图

## 行政
圣艾尼昂德盖的邮政编码为45460，INSEE市镇编码为45267。

## 政治
圣艾尼昂德盖所属的省级选区为卢瓦尔河畔叙利县。

## 人口

1962-2008年间圣艾尼昂德盖人口变化图示

圣艾尼昂德盖于2018年1月1日时的人口数量为291人。